# 側台塔截角四面體
側台塔截角四面體（Augmented truncated tetrahedron）是詹森多面體中的基本立體之一（J65）。它可以通过把 正三角台塔(J3) 和 截角四面体的各自一个六边形面结合起来得到。這92種詹森多面體最早在1966年由諾曼·詹森命名並予以觀察描述。

## 体积，表面积
棱长为a的侧台塔截角四面体的表面积（A）和体积（V）
{\displaystyle A=(3+{\frac {13{\sqrt {3}}}{2}})a^{2}}
{\displaystyle V={\frac {11}{2{\sqrt {2}}}}a^{3}}

## 外部連結
- 埃里克·韦斯坦因, 側台塔截角四面體 （參閱Johnson solid） 於MathWorld（英文）